# Іррупутунку
Іррупутунку (ісп. Irruputuncu) — стратовулкан, розташований на кордоні Чилі та Болівії. Це відносно невелика вершина, розташована в межах ескарпу епохи Голоцену, сформована переважно виверженими породами. На вершині знаходяться два кратери, південний (близько 300 м в діаметрі) все ще проявляє фумаролбну активність. В 1995 році було зареєстроване перше за час спостереження виверження у фреатичній формі.